# 張公撝舊居
张公撝旧居是中华民国首任内阁总理唐绍仪的女婿张谦，字号公撝，即唐宝璋之父、晚清外交家张荫棠之子，天津英租界工部局华人董事，中国驻美国总领事、驻葡萄牙公使张公撝在天津的故居。主楼建于1922年，由意大利著名建筑设计师鲍乃弟(BONETTI)设计。位于当时的天津法租界的霞飞路（Avenue Joffre）（今和平区花园路2号），张谦家全家移民美国后由女婿李叔福（天津李善人李赞臣幼子）管理至解放初，张谦和唐宝璋子一人，女七人，除花园路别墅外，民国时和子女还有房产在伦敦路222号，袁世凯之子袁克安娶其女张美珍住此处，伦敦路(今天津成都道）上亦有袁克文别墅。目前是天津市文物保护单位和重点保护等级历史风貌建筑。目前该建筑为欣惠公司使用，该楼建筑现状良好。

## 建筑风格
张公撝旧居东沿花园路，南抵新华路，西临赤峰道，北临辽宁路，与中心公园相邻。该建筑占地面积591为平方米，建筑面积为754平方米。是一座砖木结构二层集仿式楼房（局部三层，带地下室），外立面为水泥饰面。该建筑平面两端突出，主入口设于楼房夹角的内凹处，入口设有坡顶式门厅，门厅上面设有弧形阳台。建筑顶层设有八角坡顶凉亭，两侧设有露天平台。建筑内部设有客厅、花厅、餐厅、衣帽间和卧室等。该建筑是当时天津法租界内一座具有英国风格的别墅式私人住宅。